# San Biase
San Biase – miejscowość i gmina we Włoszech, w regionie Molise, w prowincji Campobasso. Nazwa miejscowości pochodzi od imienia św. Błażeja.
Według danych na rok 2004 gminę zamieszkiwało 271 osób, 24,6 os./km².